# WCW vs. nWo: World Tour
WCW vs nWo: World Tour est un jeu vidéo de catch professionnel commercialisé en 1997 sur console Nintendo 64. Il s'agit du premier jeu de catch développé par THQ sur Nintendo 64, et est une sorte de suite de WCW vs. The World sur PlayStation. C'est le second jeu le plus vendu sur la console.

## Généralités
Asmik Ace et AKI Corporation développent ensemble un jeu vidéo de style puroresu et de combat. Le jeu est bien accueilli pour son système de jeu, surtout comparé à celui du jeu développé par Acclaim, WWF War Zone.
L'intrigue de jeu par rapport à la WCW de l'époque pourrait correspondre à une large partie de l'année 1997; après mars 1997, étant donné que Wrath (dernier catcheur arrivé à la WCW parmi ceux présents dans le jeu) fait partie du roster.

## Système de jeu
WCW vs nWo: World Tour est le premier jeu de catch entièrement en 3D[Quoi ?]. Choisir de taper sur un bouton ou un autre aura de lourde ou faible conséquence une fois le mouvement effectué, alors qu'un système similaire est utilisé pour les coups. Le jeu s'est globalement très bien vendu. À l'inverse des jeux de catch actuels, World Tour n'avait pas de mode pour créer un catcheur, pas de « réel » mode de jeu et un nombre assez limiter de catcheurs. Asmik Ace et THQ ont inclus un nombre de catcheurs « fictifs » dans le jeu, qui sont des catcheurs japonais apparaissant dans la version nipponne du jeu, Virtual Pro Wrestling 64, et qui apparaissent en Amérique du Nord avec des noms changés à cause de licences. nombre d'entre eux sont des stars de la FMW comme Hayabusa, qui a été renommé Hannibal, et Atsushi Onita, qui a été renommé Puchtecha, tout comme des futurs stars de la WWF comme Taka Michinoku, appelé ici Black Belt.

## Personnages
Assez spécial, le roster complet est réparti en quatre ligues. En plus du roster de la WCW de l'époque, il y a des catcheurs fictifs inspirés de vrais catcheurs japonais. Les catcheurs de la WCW sont répartis dans les ligues WCW et nWo, et il y a deux autres ligues nommées « Independant Union » et « Dead or Alive » où sont regroupés les lutteurs fictifs. Il s'agit en fait des lutteurs japonais renommés par manque de droits (un peu comme le fait la série Fire Pro). On débloque aussi une autre ligue appelée la "Whole World Wrestling" (WWW) mais qui ne contient que 2 membres. Ca fait que l'on dispose de 24 catcheurs du roster WCW (en comptant Eric Bishoff). Et qu'on peut en plus jouer avec Hakushi qu'on voyait performer à la WWF à peine 2 ans auparavant, ainsi qu'avec Taka Michinoku, qui était nul autre que le champion Lightweight de la WWF à l'époque. Par ailleurs, Gedo a brièvement lutté à la WCW en 1997 (il affrontait Chris Jericho à Halloween Havoc, et ils auraient été rivaux au Japon). Et après s'être informés, on constate qu'on peut jouer des vedettes du Japon comme Hayabusa, Great Sasuke ou encore Onita.
WCW
- Lex Luger
- Sting
- The Giant (Big Show)
- Scott Steiner
- Rick Steiner
- Ric Flair
- Ultimo Dragon
- Dean Malenko
- Eddie Guerrero
- Rey Mysterio Jr.
- Chris Benoit
- Steven Regal (William Regal)
- Diamond Dallas Page (à débloquer)

nWo
- "Hollywood" Hulk Hogan
- Le faux Sting
- Buff Bagwell
- Eric Bischoff
- Scott Norton
- Kevin Nash
- Scott Hall
- Syxx (X-Pac)
- "Macho Man" Randy Savage (à débloquer)

Dead or Alive (ligue fictive)
- Sumo Jo (clone de Genichiro Tenryu)
- Kim Chee (clone de Koji Kitao)
- Blackheart (clone de Tarzan Goto)
- Puchteca (clone d'Atsushi Onita)
- Hannibal (clone de Hayabusa)
- Powder Keg (clone de Samson Fuyuki)
- Dim Sum (clones de Gedo et Jado)
- Saladin (clone d'Abdullah The Butcher)
- Ali Baba (clone de Tiger Jeet Singh)
- Wrath (à débloquer, catcheur existant à la WCW)

Independent Union (ligue fictive)
- Black Ninja (clone de The Great Sasuke)
- Shaolin (clone de Jinsei Shinzaki) (Hakushi dans la WWF en 1995)
- The Unknown (clone de Super Delfin)
- The Claw (clone de Gran Naniwa)
- Black Belt (clone de TAKA Michinoku)
- Paco Loco (clones des membres de Kaientaï, Dick Togo et Men's Teioh)
- Shaman (clone de Wellington Wilkens Jr.)
- Master Fuji (clone de Gran Hamada)
- Glacier (à déloquer, c'était aussi un catcheur de la WCW qui voulait avoir sa propre version de Sub-Zero de Mortal Kombat)

Whole World Wrestling (ligue fictive)
- Joe Bruiser (clone de Joe Frazier, logiquement donc incapable de faire des prises)
- Black Widow (clone de Manami Toyota)

## Accueil
WCW vs nWo: World Tour a été bien accueilli par l'ensemble des critiques et rédactions. GameFAQs lui attribue un 10 sur 10. GamePro lui attribue un 4,5 sur 5. Sur GameSpot, il est noté 3 sur 5 et sur IGN avec 7,5 sur 10.
WCW vs nWo: World Tour est l'un des meilleurs succès de la société THQ, qui a été récompensé du « jeu de combat de l'année » par l'Academy of Interactive Arts & Sciences. Il gagne le statut de « Choix des Joueurs » avec un million d'exemplaires vendus. World Tour a été finalement vendu à 1,3 million d'exemplaires aux États-Unis, marquant sa place de deuxième jeu de catch le plus vendu sur console Nintendo 64, et classé comme l'un des titres les plus vendus sur console.